# Serious Engine
Serious Engine è un motore grafico creato principalmente per sparatutto in prima persona, sviluppato da Croteam inizialmente per Serious Sam: The First Encounter. 
In onore del 15º anniversario di Serious Sam: The First Enconter nel 2016, Croteam ha rilasciato il codice sorgente per il primo Serious Engine con una licenza open source.

## Versioni

### Serious Engine 1
Per lo sviluppo di Serious Sam: The First Encounter, Croteam ha sviluppato Serious Engine (precedentemente denominato S-Cape3D), un motore di gioco proprietario, che, pur essendo simile ad altri motori al momento, è stato progettato per il rendering di ambienti di grandi dimensioni e il supporto di un gran numero di nemici visibili in qualsiasi momento. 

#### Applicazioni
- Serious Sam: The First Encounter (Croteam) (2001)
- Serious Sam: The Second Encounter (Croteam) (2002)
- Serious Sam: Xbox (Gotham Games, Croteam) (2002)
- Carnivores: Cityscape (Sunstorm Interactive) (2002)
- Deer Hunter 2003 (Sunstorm Interactive) (2002)
- Bird Hunter 2003 (Sunstorm Interactive) (2003)
- Cleric (Plutonium Games) (2003)
- Alpha Black Zero: Intrepid Protocol (Khaeon) (2004)
- Nitro Family (Delphieye Entertainment) (2004)
- EuroCops (Crazy Foot Games) (2005)
- Rakion (Softnyx) (2005)
- Last Chaos (Barunson Games, altri) (2006)
- Serious Sam Classics: Revolution (Alligator Pit, Croteam) (2014)
- Negative Space (Khaeon) (2004)

### Serious Engine 2
Serious Engine 2 è stato sviluppato insieme a Serious Sam 2, aggiungendo supporto per un motore fisico, rifrazioni, trame dettagliate e illuminazione ad alta gamma dinamica.

#### Applicazioni
- Serious Sam 2 (Croteam) (2005)

### Serious Engine 3
Serious Engine 3 è stato utilizzato per supportare i remake ad alta definizione di The First Encounter e The Second Encounter per il rilascio su Windows e Xbox 360, aggiungendo un vero supporto per l'illuminazione ad alta dinamica. Croteam voleva colpire più piattaforme con l'uscita di Serious Sam 3: BFE: Serious Engine 3 è stato pesantemente rielaborato per supportare le console di settima generazione e divenne Serious Engine 3.5. 

#### Applicazioni
- Serious Sam HD: The First Encounter (Croteam) (2009)
- Serious Sam HD: The Second Encounter (Croteam) (2010)
- Serious Sam 3: BFE (Croteam) (2011)

### Serious Engine 4
Con l'introduzione delle console di ottava generazione, Croteam ha continuato a migliorare Serious Engine, rilasciandolo come Serious Engine 4, presentato in anteprima con The Talos Principle. Si prevede che Serious Sam 4 sia utilizzato anche per Serious Engine 4, con Croteam che sostiene di poter supportare fino a 100.000 nemici sullo schermo in qualsiasi momento.

#### Applicazioni
- The Talos Principle (Croteam) (2014)
- Serious Sam VR: The Last Hope (Croteam) (2016)
- Serious Sam VR: The First Encounter (Croteam) (2016)
- Serious Sam VR: The Second Encounter (Croteam) (2016)
- Serious Sam 4: Planet Badass (Croteam) (2020)
- The Hand of Merlin (Room-C Games, Croteam) (TBA)

## Codice sorgente
Il codice sorgente del motore grafico è closed source. L'engine è stato utilizzato per vari giochi da alcune software house che ne avevano acquistato la licenza. L'11 marzo 2016 è stato successivamente rilasciato con licenza open source, sotto licenza GNU GPL, la versione Serious Engine 1.10 per Linux.